# سیارک ۱۶۱۰۱
سیارک ۱۶۱۰۱ (به انگلیسی: 16101 Notskas، نامگذاری:1999VA36) شانزده هزار و صد و یکمین سیارک کشف شده‌است که در ۳ نوامبر ۱۹۹۹ کشف شد.
قدر مطلق سیارک برابر ۲۰.۴ است.